# Muhammad ibn Maslamah
Muhammad ibn Maslamah (589-666) fue un militar y difusor del Islam, conocido como Muhammad bin Maslama su "Ansari" (محمد بن مسلمة الأنصاري); fue compañero del profeta Mahoma.
Maslama fue uno de los primeros en Yathrib que se convirtieron al islam y era un aliado de la tribu Aws en Medina, lo que indica que no era árabe. Se convirtió en musulmán por medio de Musab ibn Umayr, antes Usayd ibn Hudayr y Sad ibn Muadh que eran influyentes hombres de la ciudad.
En 622, cuando el Profeta llegó a Medina, emparejó a cada Muhajirun (musulmanes que acompañaron a Mahoma en la Héjira) con los Ansar, uniendo a Muhammad ibn Maslamah con Abu Ubaidah ibn al-Yarrah. Muhammad ibn Maslamah tomó parte en todos los compromisos militares del Profeta, excepto la Batalla de Tabouk. En esa ocasión, él y Alí fueron puestos a cargo de un ejército que fue dejado en la retaguardia para proteger Medina. Más tarde, a lo largo de su vida, relató estas batallas a sus diez hijos. 
Antes de la batalla de Uhud, Mahoma y la fuerza musulmana seleccionaron a unos siete centenares de personas para pasar la noche en campo abierto. Puso cincuenta hombres bajo el mando de Muhammad ibn Maslamah y le encomendó que patrullaran el campamento por la noche. Durante la batalla en sí, después de la desastrosa derrota de los musulmanes por los Quraish, una pequeña banda defendió el Profeta hasta que pasó la marea de la batalla.
Muhammad ibn Maslamah fue uno de ellos.
Murió en Medina a los 77 años en el año 666.